# Megalothoraca ferruginea
Megalothoraca ferruginea är en tvåvingeart som först beskrevs av Günther Enderlein 1912.  Megalothoraca ferruginea ingår i släktet Megalothoraca och familjen Richardiidae.
Artens utbredningsområde är Ecuador. Inga underarter finns listade i Catalogue of Life.